# یواس‌آرسی پاترول (۱۹۰۵)
یواس‌آرسی پاترول (۱۹۰۵) (به انگلیسی: USRC Patrol (1905)) یک کشتی بود که طول آن ۳۶ فوت ۳ اینچ (۱۱٫۰۵ متر) بود. این کشتی در سال ۱۸۹۹ ساخته شد.